# McDonnell F-101 Voodoo

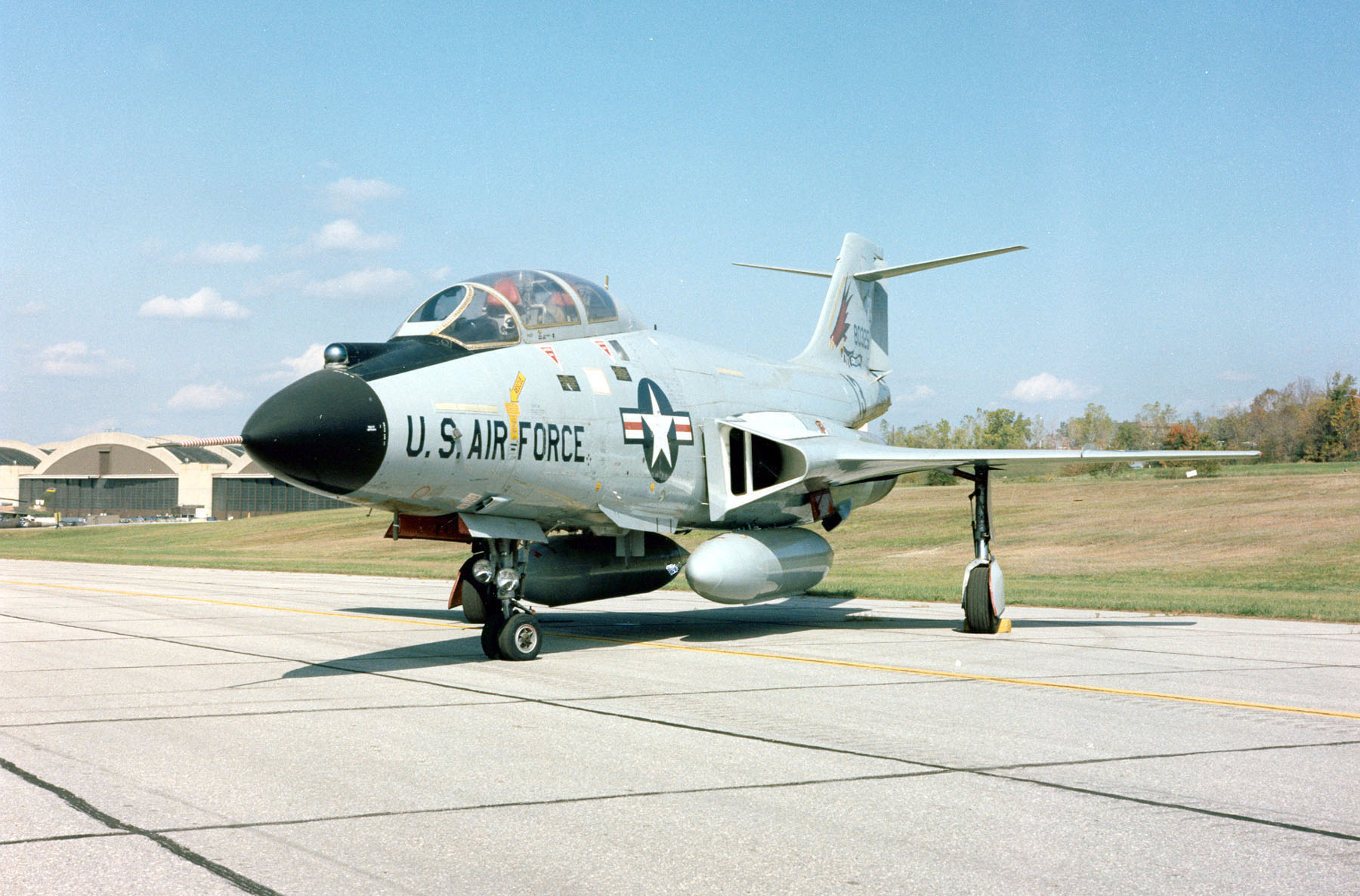
F-101B

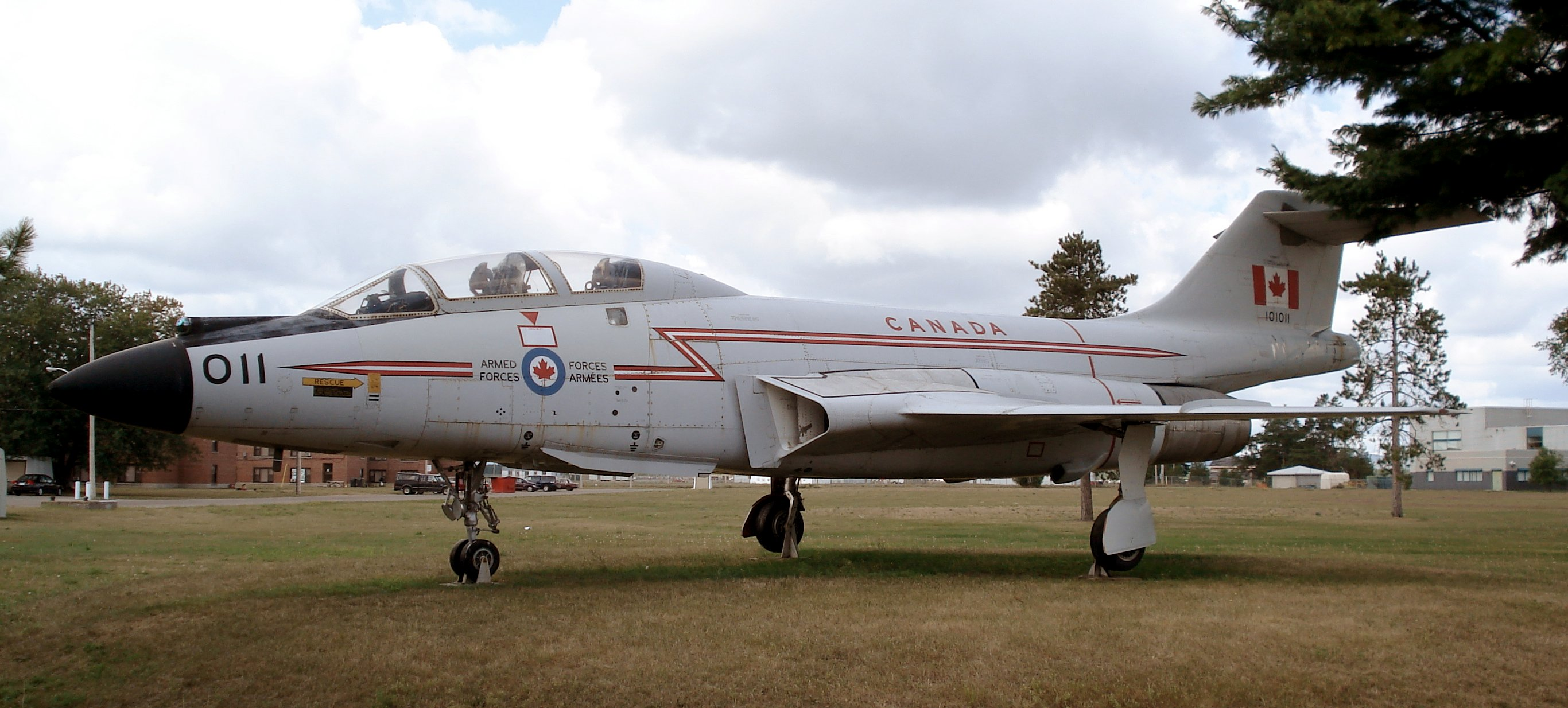
CF-101

De McDonnell F-101 Voodoo was een supersonisch gevechtsvliegtuig dat oorspronkelijk was bedoeld als langeafstands-escortejager voor het Strategic Air Command (SAC).
Het toestel vloog ook in rollen als jachtbommenwerper, ‘all weather’-onderscheppingsjager en verkenner. Vooral als verkenner werd het toestel zeer intensief gebruikt tijdens de Vietnamoorlog en boven Cuba.
De Voodoo heeft dienstgedaan in de USAF, de RCAF en de luchtmacht van Taiwan.
De vervanger voor de Voodoo-jachtbommenwerper werd de latere McDonnell F-4 Phantom II die, met een tweemansbezetting, twee motoren en een staartsectie ver boven en achter de uitlaten, voor een groot deel was afgeleid uit het F-101-ontwerp.

## Geschiedenis
In de jaren na de Tweede Wereldoorlog zocht men naar een opvolger die de taak van de inmiddels snel verouderende P-51 Mustang moest gaan overnemen: het escorteren van bommenwerpers over de lange afstand.
De firma McDonnell leverde twee prototypes af onder de codering XF-88 en de eerste testvluchten boven het Muroc testcentrum waren in oktober 1948.
Na een voorlopige evaluatie van de luchtoperaties tijdens de Koreaanse Oorlog bleken de bommenwerpers van de USAF in die tijd zeer kwetsbaar te zijn voor vijandelijke onderscheppingsjagers. Hierop stelde men het eisenpakket waaraan het nieuwe escortevliegtuig moest voldoen, aanzienlijk bij. De firma McDonnell leverde hierop een grotere en krachtigere testversie van de XF-88 af die aan alle nieuwe eisen voldeed. Het toestel werd in november 1951 door de USAF geaccepteerd en daarna van F-88 omgedoopt in F-101A Voodoo.
De F-101A was veel groter, had driemaal zoveel brandstofcapaciteit als de oorspronkelijke versie, had een T-vormige staart en was uitgerust met J57-turbojets. Er werd een serie van 39 stuks van gebouwd waarvan het eerste toestel in september 1954 vloog.
De ontwikkeling van de moderne Boeing B-52-straalbommenwerper maakte de taak voor escortejagers echter overbodig, waarna het Strategic Air Command het programma afblies en de primaire taken van de Voodoo wijzigde tot:
- onderscheppingsjager,

als F-101B opererend van het Amerikaanse vasteland
- penetratiebommenwerper (interdictor),

als F-101A/F-101C opererend in Europa voor het verwoesten van vliegvelden met tactische atoombommen
- als RF-101A/RF-101C verkenner,

opererend van het Amerikaanse vasteland en in Europa

## Versies en inzet
- F-101A (77 stuks gebouwd). Nadat het SAC zijn interesse in het toestel had laten varen werd het toestel door het Tactical Air Command (TAC) omgebouwd tot jachtbommenwerper die met een 'kleine' tactische Mk28-atoombom voor uitschakeling van vijandelijke vliegvelden in Europa kon worden ingezet. De eerste F-101A werd in mei 1957 operationeel bij 27 Strategic Fighter Wing ter vervanging van de Republic F-84F Thunderstreak. Het toestel zette in december 1957 meteen een aantal records neer (1942 km/u en de route Los Angeles-New York-Los Angeles in 6 uur en 40 minuten). De F-101A's werden vanaf 1966 geleidelijk uitgefaseerd; hiervan deden er 29, omgebouwd tot RF-101G standaard, nog tot 1972 dienst bij de Air National Guard.
- RF-101A(37 stuks gebouwd). De USAF verzocht in 1953 om twee F-101A's tot tactische verkenners om te bouwen; hierna werden nog 35 identieke toestellen gebouwd die in mei 1957 operationeel werden ter vervanging van de Matrin B-57 (de USAF uitvoering van de English Electric Canberra). In oktober 1959 werden 8 RF-101A's aan Taiwan overgedragen; tijdens verkenningsvluchten boven het Chinese vasteland werden er twee van afgeschoten.
- F-101B (479 stuks gebouwd). Deze onderschepperversie was uitgerust met sterkere Pratt & Whitney J57-P55-motoren, een Hughes-MG13-vuurleidingsradar en een transponderlink naar alle Amerikaanse grondradarstations. Hierdoor kon het toestel vanaf de grond gemakkelijk naar de doelen geleid worden. Het toestel had alleen raketbewapening (4× Falcon en 2× GAR-1 en GAR-2). De latere versies waren uitgerust met 2× AIR2 Genie lucht-lucht raketten met atoomkoppen. De buitenlandse luchtmachten waarbij de F-101B ooit was ingedeeld, waren die van Canada, waar het toestel als CF-101 Voodoo vloog, en Taiwan. De F-101B werd van 1969-1972 uitgefaseerd; diverse toestellen deden tot 1982 nog dienst bij de Air National Guard.
- TF-101B (79 stuks gebouwd en 152 omgebouwd). Van deze trainerversie vlogen er ook enige tientallen als CF-101F bij de RCAF.
- RF-101B (22 omgebouwd). Dit waren CF-101F's die op RF-101B verkenner standaard werden gebracht. De toestellen waren tot 1975 bij de Air National Guard ingedeeld.
- F-101C (47 stuks gebouwd). Dit in 1957 uitgebrachte type was veel robuuster gebouwd en uitgerust met een verbeterd brandstofsysteem waardoor langer met de naverbrander gevlogen kon worden. Deze penetratietoestellen waren speciaal bedoeld voor mogelijke oorlogvoering in Europa en gelegerd op de RAF steunpunten Bentwaters en Woodbridge in Engeland. Nadat deze toestellen door de F-4 Phantom II waren vervangen, werden er 32 van omgebouwd tot ongewapende verkenner en deden tot 1972 dienst bij de Air National Guard.
- RF-101C (166 stuks gebouwd). Dit toestel had hetzelfde robuuste airframe van de F-101C en had in plaats van radar en kanonbewapening zes camera's in de neus. Het toestel werd vanaf 1958 ingezet en bezat ook de mogelijkheid om een enkele atoombom mee te voeren. RF-101C's werden in 1961 voor het eerst naar Vietnam gestuurd; hier bouwden ze een goede reputatie op. Door zijn grote snelheid was het toestel nagenoeg onbereikbaar voor Vietnamese onderscheppingsjagers. Dit type werd tevens intensief gebruikt tijdens de Cubaanse raketcrisis in 1962 en bleef bij de USAF in dienst tot 1979.